# アンドレ＝ガストン・プレテラ
アンドレ＝ガストン・プレテラ（André-Gaston Prételat, 1874年11月14日 - 1969年12月6日）は、フランス陸軍の軍人で最終階級は陸軍上級大将。第二次世界大戦では1940年5月フランス戦役で第2軍集団司令官であった。

## 軍歴
1896年、サン・シール陸軍士官学校を卒業する。1898年に征服されて間もないマダガスカルに赴任する。
1905年に陸軍大学校（fr:École de guerre）を修了し、1910年から1912年までタンジェ駐在武官として勤務する。
第一次世界大戦間では、1915年に第70師団参謀長、1916年に第33軍団参謀長、1917年に第159歩兵連隊長の後に第4軍参謀副長、翌1918年には第4軍参謀長として司令官アンリ・ジョゼ・ウジューヌ・グーロー将軍（fr:Henri Joseph Eugène Gouraud）を補佐し休戦を迎える。
休戦後の1919年にはアルザス軍（fr:Armée d'Alsace）参謀長、アルザス＝ロレーヌ占領軍で勤務する。1919年12月10日から1923年3月31日までレバント軍（fr:Armée du Levant）参謀長として勤務、この間1922年3月には陸軍少将に昇進している。1923年3月31日から1923年5月30日までは砲兵戦術研究センターに勤務する。1923年5月30日から1927年12月22日まで陸軍高等会議（fr:Conseil supérieur de la guerre）構成員であったグーロー将軍の参謀長を務める。1927年12月22日から1930年3月2日までリールに司令部を置く第1歩兵師団長を務めこの間1928年2月には陸軍中将に昇進している。1930年3月2日に陸軍大将(général commandant de corps d'armée)に昇格し、同日から1930年5月21日まではナントに司令部を置く第11軍管区司令官を務める。1930年5月21日から1934年9月5日まではパリ軍管区司令官（セーヌ県（fr:Seine (département)）、セーヌ＝エ＝トワーズ県（fr:Seine-et-Oise）およびセーヌ＝エ＝マルヌ県を含む）を務める。
1934年9月5日に陸軍上級大将(général commandant d'armée)に昇格する。1934年から第二次世界大戦が勃発する1939年まで陸軍高等会議の構成員となる。1938年5月と6月にはプレテラ主導による兵棋演習が実施され、ドイツ軍によるアルデンヌの突破を導き出し僅か60時間でムーズ川に到達させ、1日で渡河する結果を出した。兵棋演習の報告を受けたモーリス・ガムラン将軍はこの悲観的展望を示したプレテラを問責し演習内容は封印された。
1939年9月2日から1940年7月1日まで第2軍集団（GA2）司令官を務める。指揮下の部隊にはシャルル＝マリー・コンデ（fr:Charles-Marie Condé）将軍の第3軍、レキン（Requin）将軍の第4軍、ヴィクトル・ブーレ将軍（fr:Victor Bourret）の第5軍があり、これらの部隊はアルザス＝ロレーヌのマジノ線に沿って展開しており（セレスタ近くのディーボルスアイム（fr:Diebolsheim）からロンギョヨン（fr:Longuyon）近くのプティ＝ジヴォリィ（fr:Grand-Failly、Petit-Xivry）まで）、1939年9月9日から14日のザール攻勢（en:Saar Offensive）に参加している。1939年10月には東部航空作戦区（zone d'opérations aériennes Est、ZOAE。空軍の区分）をめぐってペンネス将軍（Pennès）と対立し、最終的に再配置することにより妥結する。同年11月14日に65歳の定年年齢の達したため予備役に編入される。
1940年5月、ドイツ軍の攻勢が開始されプレテラの第2軍集団は温存され、北部フランスとベルギーに集中展開するガストン・ビヨット（fr:Gaston Billotte）将軍の第1軍集団（GA1）に影響を与える。5月17日、シャルル・アンツィジェール将軍の第2軍はストンヌの戦い（fr:Bataille de Stonne）で反撃するが、スダン突破により第1軍集団と分断されてしまったため第2軍集団に取り込まれる。総司令部は次第にプレテラの左翼にていくつかの師団を再編成させ、第2軍集団に対しソンム川とエーヌ川に沿いに防衛戦を構築するよう命じ（ウェイガン線（fr:Ligne Weygand）と呼称される）、左翼には第3軍集団が展開する。第3軍集団の戦略機動の結果として5月20日に第2軍集団にエミール・ロール（fr:Émile Laure）将軍の第8軍が編入され、シュンドゥーズ（fr:Sundhouse、バ＝ラン県の南部）からムート（fr:Mouthe、ドゥー県）まで第2軍集団の展開地域が拡大する。
5月28日、第4軍は前線と第2軍集団から引き抜かれる。6月2日、プレテラは新任の参謀総長マキシム・ウェイガン将軍と会合し、そして第2軍集団の南部への撤退とマジノ線の放棄を考慮する。6月3日、ウェイガン将軍は第4軍集団を新編しシャルル・アンツィジェール将軍を司令官に指名し、第2軍集団から部隊を抽出する。ソンム川の前線は6月5日にドイツ軍の攻撃を受け、エーヌ川も9日に攻撃される。6月10日、第3軍集団と第4軍集団は退却する。12日午後、プレテラはロワール川＝ドゥー川線を確保するため部隊を反転させるよう命じ13日夜に行動を開始する。しかし、第2軍集団のほとんどの将兵（第4軍と第11軍団も）は要塞に取り残され、電撃的に進軍してきたドイツ軍に包囲される（6月17日にドイツ軍先鋒がポンタルリエを占領する）。マース川とヴォージュ山脈の間での戦いの後、別々の部隊が6月21日から25日にかけて降伏する（1940年6月22日が休戦協定効力発生日となっている）。プレテラは包囲網完成の前に脱しており捕虜にはならなかった。
休戦後に退役し、ヴィシー政権下でプレテラは1940年9月10日から1942年1月までフランス国籍剥奪審査委員会の委員長として働く。
戦後の1950年に「マジノ線悲劇の運命（Le destin tragique de la ligne Maginot）」を発表する。
プレテラの生前の要望に従いグーロー将軍が眠るナヴァリン記念碑（fr:Aux Morts des Armées de Champagne）に埋葬される。